# موش کور کانو

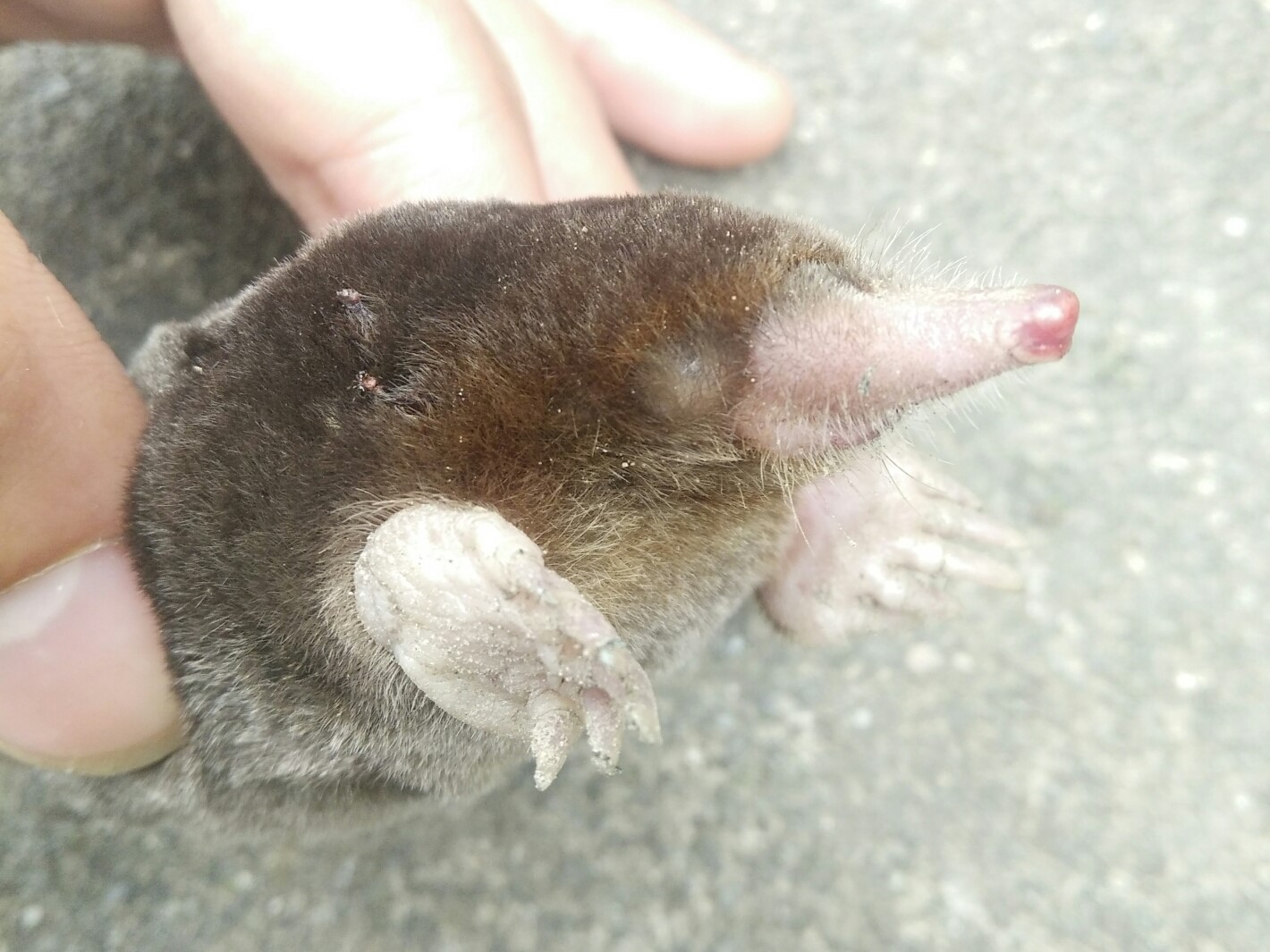
Mogera kanoana

موش کور کانو (نام علمی: Mogera kanoana) نام یک گونه از سرده موش کورهای ژاپنی است.